# Euplecterga
Euplecterga är ett släkte av skalbaggar. Euplecterga ingår i familjen kortvingar.
Kladogram enligt Catalogue of Life:
| Euplecterga | \| \| Euplecterga fideli \| \| \| \| \| \| Euplecterga impressicollis \| \| \| \| \| \| Euplecterga norstelcha \| \| \| \| |
|             | \| \| Euplecterga fideli \| \| \| \| \| \| Euplecterga impressicollis \| \| \| \| \| \| Euplecterga norstelcha \| \| \| \| |
|             | Euplecterga fideli |
|             | |
|             | Euplecterga impressicollis                                                                                                 |
|             | |
|             | Euplecterga norstelcha |
|             | |